# Telcs Ede
Telcs Ede (eredetileg Teltsch, néhol helytelenül Telsch), (Baja, 1872. május 12. – Budapest, 1948. július 18.) magyar szobrász-éremművész.

## Családja, származása
Zsidó családból származott. Apai nagyapja, Teltsch Áron a morvaországi Nikolsburgból vándorolt be. Sírkővéséssel és címfestéssel foglalkozott Pápán. Apai nagyanyja, Haas Terézia 115 éves korában hunyt el, Ede, az unoka 1892-ben Baján még lerajzolhatta. Anyai nagyapja, Wollner Adolf, gazdag, később elszegényedett bajai gabonakereskedő, nagyanyja a korán elhunyt Peltzer Betti volt. Édesapja, Teltsch Mór (Pápa, 1842–1924) cipészmesterként dolgozott. Baján 1870. február 15-én vette feleségül Wollner Annát (Bonyhád, 1846–1940).
Testvérei Ármin (sz. 1870), Berta, Ilona, Géza, Karolin, Félix és András (sz. 1891) voltak. Szülei Ede kicsi korában Szabadkára költöztek. Gyermek- és ifjúkori élményei ehhez a városhoz kötődtek.

## Tanulmányai
Már szabadkai gimnazista korában elhatározta, hogy festő lesz. A négy gimnázium elvégzése után apja Budapestre vitte Maász Kálmánhoz szobrászinasnak, aki egy sírkőtelepen volt eladó. Vasadi Ferenc iparrajziskolájába, az épületszobrász-tanulókkal együtt járt. 15 évesen azonban abbahagyva épületszobrászi tanulmányát, hazament Szabadkára.
1888-ban Bécsbe hajózott, és bejelentkezett Edmund von Hoffmann szobrász műtermébe, aki felismerte tehetségét. Később Edmund von Hellmer felvette a 16 éves fiút az Akadémiára. Két évi tanulás után az akadémiától 90 forintos ösztöndíjat kapott, s ugyanekkor egy budapesti szabadkőműves-páholy havi 50 forint támogatást biztosított számára (később őt is felvették tagnak). Caspar von Zumbuschnak, a bécsi szobrászok fejedelmének mesteriskolájában tanult tovább.
Eduard Teltsch még elsőévesként elnyerte a mesteriskola 300 forintos legnagyobb díját a Die zwei Durstigen című mitológiai szoborcsoportjával. Mesterének biztatására ezt beküldte az 1893. évi bécsi nemzetközi kiállításra, majd Antwerpenbe is, ahol ezüstérmet nyert vele. Ugyanezen alkotásával - a Két bornemissza címet adva művének - Budapesten, a Magyar Képzőművészek Társulatának 1893/94. évi tárlatán debütált, majd nagyméretű Góliát című szobra is megjelent az 1894/95. évi tárlaton. Művészi karrierje itthon ezzel elkezdődött. A négyéves akadémia és a hároméves mesteriskola sikeres elvégzése után befejezte bécsi tanulmányait.

## Pályafutása

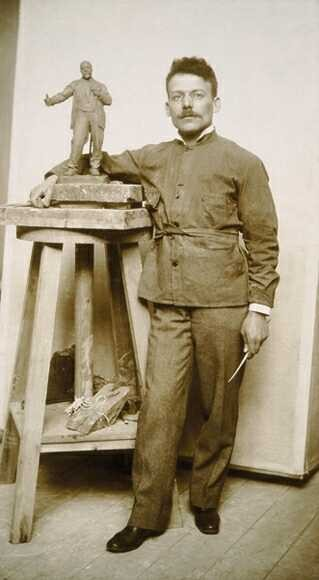
Telcs Ede a műtermében 1900 körül

23 évesen Budapesten telepedett le, de előbb egy velencei utazást tett. Zala György epreskerti műtermében jelentkezett Hellmer ajánlólevelével. Zala felvéve, rögtön megbízta munkával.
1895. október 1-jén bevonult önkéntes évét leszolgálni az 1-es gyalogezredhez. Tartalékos hadapródjelölt őrmesterként szerelt le. Közben a millenniumi kiállításon szereplő művei közül a Két bornemiszát 600 forintért megvette Ferenc József, akivel személyesen is találkozhatott. Az állam pedig Góliát című szobrát vásárolta meg 800 forintért. 
A millenniumi kiállításon műveiért kapott pénzen műtermet bérelhetett a Munkácsy utca 14. számú házban.
Két évvel a tiszti iskola befejezése után bevonult nyári két hónapos gyakorlatra a szabadkai 6-os honvéd gyalogezredhez. Itt ismerkedett meg Gerőfi Annával, egy téglagyár igazgatójának lányával. 1900 tavaszán összeházasodtak. Lakásuk a Szondy utca 80. szám alatt volt. Első gyermekük, Sári 1901-ben, a második, Máté 1902-ben, a harmadik Pál 1903-ban született. Felesége vesegümőkórban megbetegedett és 1910. február 10-én meghalt.
Gyermekei gondozását tanítványa, Mansfeld Nóra vette át, ő pedig egy Drezda melletti szanatóriumban pihente ki a tragédiát. Telcs 1911. március 2-án feleségül vette Nórát. Budára költöztek a Mészáros utca 34. számú házba. Két fiúgyermekük született, 1911-ben Péter és 1914-ben Ádám.
Az első világháború kitörésekor a 42 éves művésznek nem kellett bevonulnia. Beteg lett, 1917 végén meghűlt, kórházba került. Kosztolányi Dezső már nekrológját is megfogalmazta.
A háború után családjával együtt 1920-ban Hollandiába költözött. Ott egy barátja ezüstműves gyárának művészeti vezetője lett. Két év után hazajött. Második feleségétől elválva, Glücksthal Irént vette feleségül 1924 szeptemberében. Új műterme és lakása az Alkotás utca 41. szám alatt készült el.
A német megszállás alatt viselte a sárga csillagot, de mentesítő iratot kapott, lakásán maradhatott. Budapest ostroma előtt átköltöztek Pestre, felesége anyjának lakásába, amely egy úgynevezett svéd védett ház volt. Amikor a harcok befejeződtek, visszaköltöztek Budára, és helyreállították a műtermet. Telcs Ede az ostrom után megmaradt szobrait, plakettjeit, festményeit, fényképeit és egyéb dokumentumait szülővárosának, Bajának ajándékozta.

## Tanulmányútjai
Jól ismerte Bécset, bejárta egész Olaszországot, húsznál több alkalommal járt Itáliában, két évig élt Hollandiában. Ismerte Franciaország és Németország múzeumait.

## Egyesületi, testületi tagságai
A tanítványok nagy csoportja vette körül.
- A Magyar Iparművészeti Testület és az
- Alföldi Művészek Egyesülete elnöke,
- az Éremkedvelők Egyesületének alelnöke volt.
- Alapítója, majd elnöke a „Céhbeliek” művészcsoportnak. Ezen csoport 1934. évi kiállításán jelentkezett először festményeivel a nyilvánosság előtt.

## Főbb művei

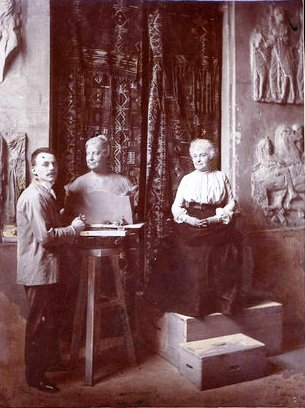
Prielle Kornélia Telcs Ede műtermében, a művész által készített mellszobra mellett

Első munkái magyar típusú zsánerfigurák, életképek és portrék voltak. Architektonikus műveket, díszítő szobrokat mintázott nagyobb középületekre, a plasztikai díszítésekben is nagy szerepe volt. (Adria Biztosító, Gresham-palota, Gellért gyógyfürdő, Hitelbank-palota, Igazságügyi Palota, Széchenyi gyógyfürdő, Zeneakadémia.)
Monumentális emlékszobrai, a budapesti Vörösmarty-szoborcsoport (Kallós Edével közös alkotása), a millenniumi emlékmű két királyszobra: Szent László és III. Károly (ez utóbbit háborús sérülése miatt kicserélték), Alpár Ignác szobra a Városligetben, továbbá Kecskeméten a Kossuth-szobor. Telepesen a Szilágyi Dezső emlékszobor, valamint Jászkiséren a hősi emlékmű. Sok szoborpályázaton (Erzsébet királyné, Kossuth-mauzóleum, Vörösmarty, Madách-emlékmű) vett részt, és díjakat nyert. A legtöbb energiáját az Erzsébet királyné szobrára kiírt pályázatokra fordította.
Szép síremlékeket készített, így Munkácsy Mihályét, Barabás Miklósét, a Hubay-családét.
Az érmészet és plakettművészet egész életén át foglalkoztatta. Úttörő szerepe volt a magyar éremművészet megteremtésében, egész érmésznemzedéket nevelt fel. Felsorolni sem lehet számos plakettjének, érmének címét: Andrássy, Beöthy, Falk, Görgey, Sonnenthal, Popper, Puccini, Thaly, Trefort.
Elkészítette Kiss József és Prielle Kornélia mellszobrait, a Megyünk Hollandiába című művét, az Aranyborjú elnevezésű márványcsoportját, Bálvány című Buddha-szobrát, a Toronyépítő című művét. Hattyúdala az Assisi Szent Ferencről készült galambot simogató szobor, amellyel az emberszeretetre, az emberi méltóság tiszteletére figyelmeztetett.

### Évrendi lista
- Hollósy Kornélia-szobor, Makó
- A Zeneakadémia díszítőszobrai (1907)
- Munkácsy Mihály síremléke
- Barabás Miklós síremléke
- Kossuth Lajos szobra (Kecskemét)
- Szilágyi Dezső mellszobra (Szilágyi, 1907)
- Vörösmarty Mihály szobra (Kallós Edével közösen, 1908)
- Alpár Ignác szobra (Városliget, 1931)
- Szent László és III. Károly király szobra a Millenniumi emlékművön (A szobor 1948-ig állt a helyén, utána megsemmisítették, kicserélték).
- Marcsa (Magyar Nemzeti Galéria)
- A kis szégyenlős (Magyar Nemzeti Galéria)
- Góliát (Magyar Nemzeti Galéria)

### Galéria

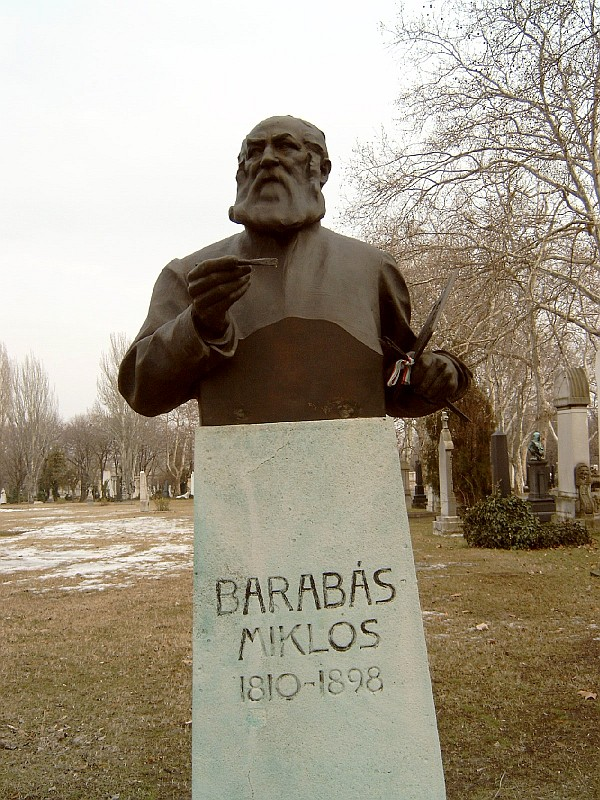
Barabás Miklós síremléke Budapesten, a Fiumei úti sírkertben
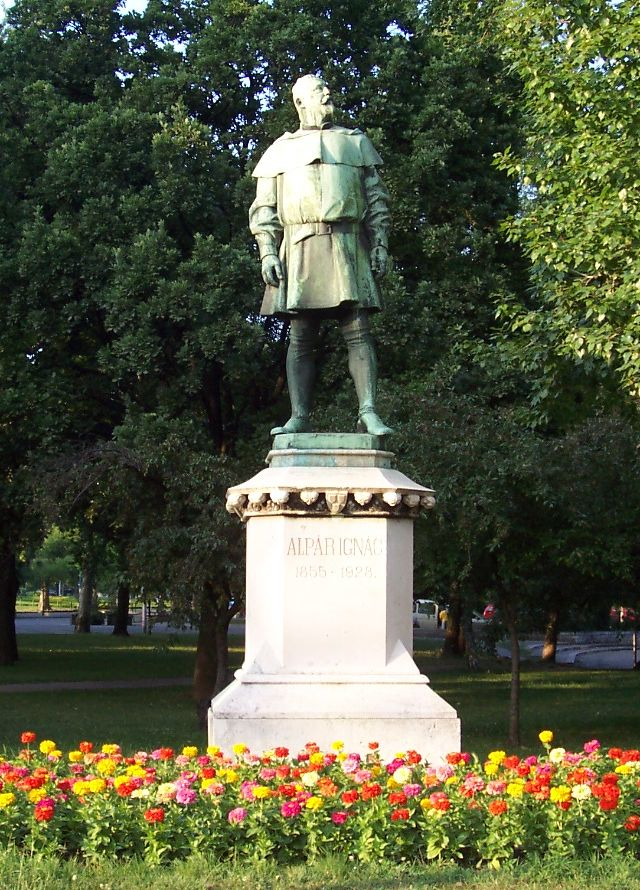
Alpár Ignác szobra a budapesti Városligetben
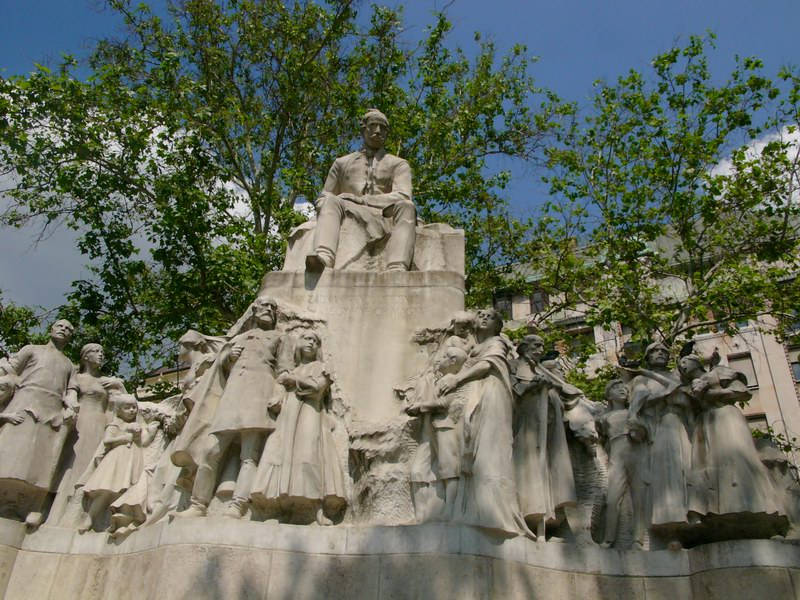
Vörösmarty Mihály emlékszobra Budapesten (Telcs Ede és Kallós Ede közös műve)
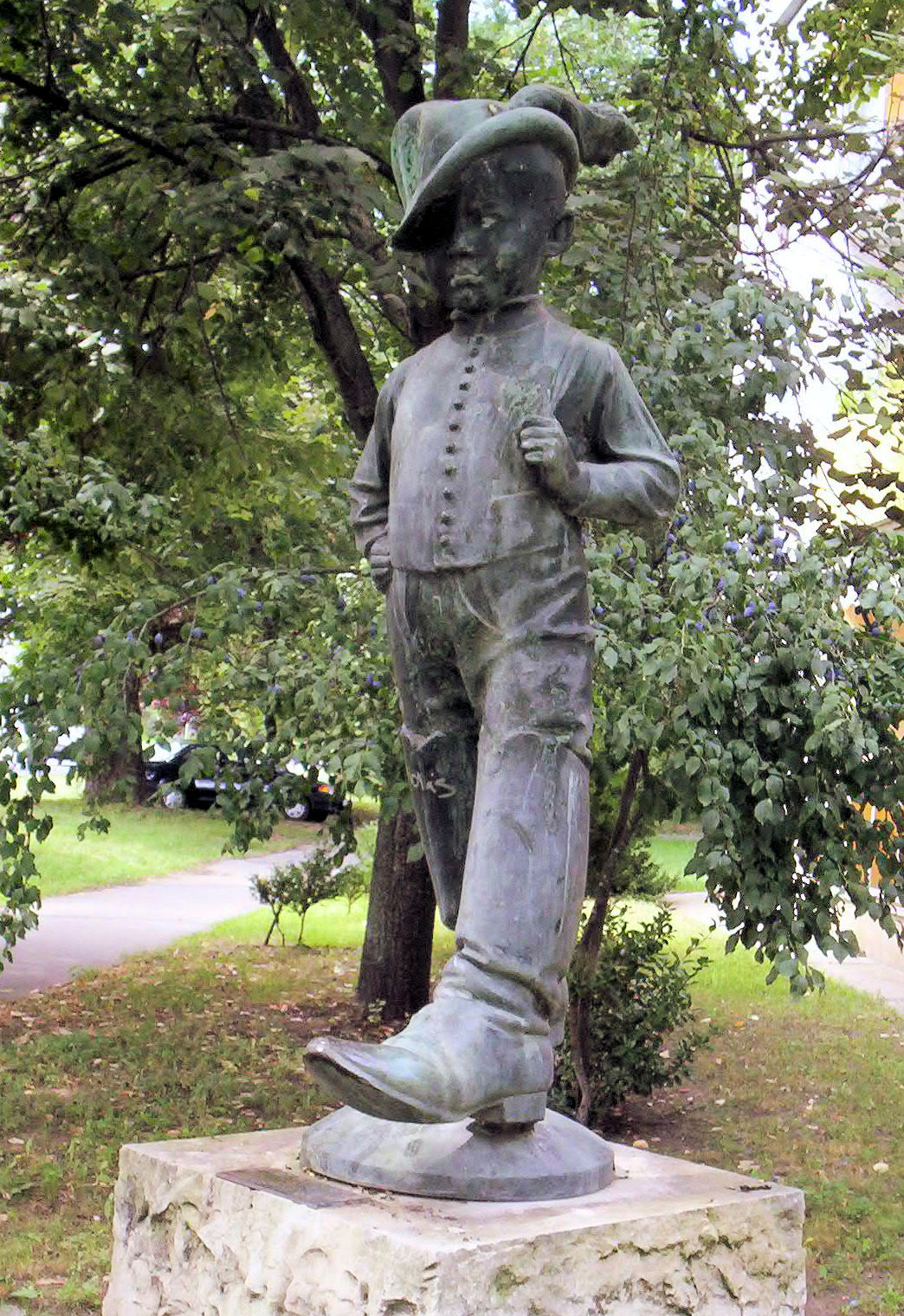
Hüvelyk Matyi szobra szülővárosában, Baján
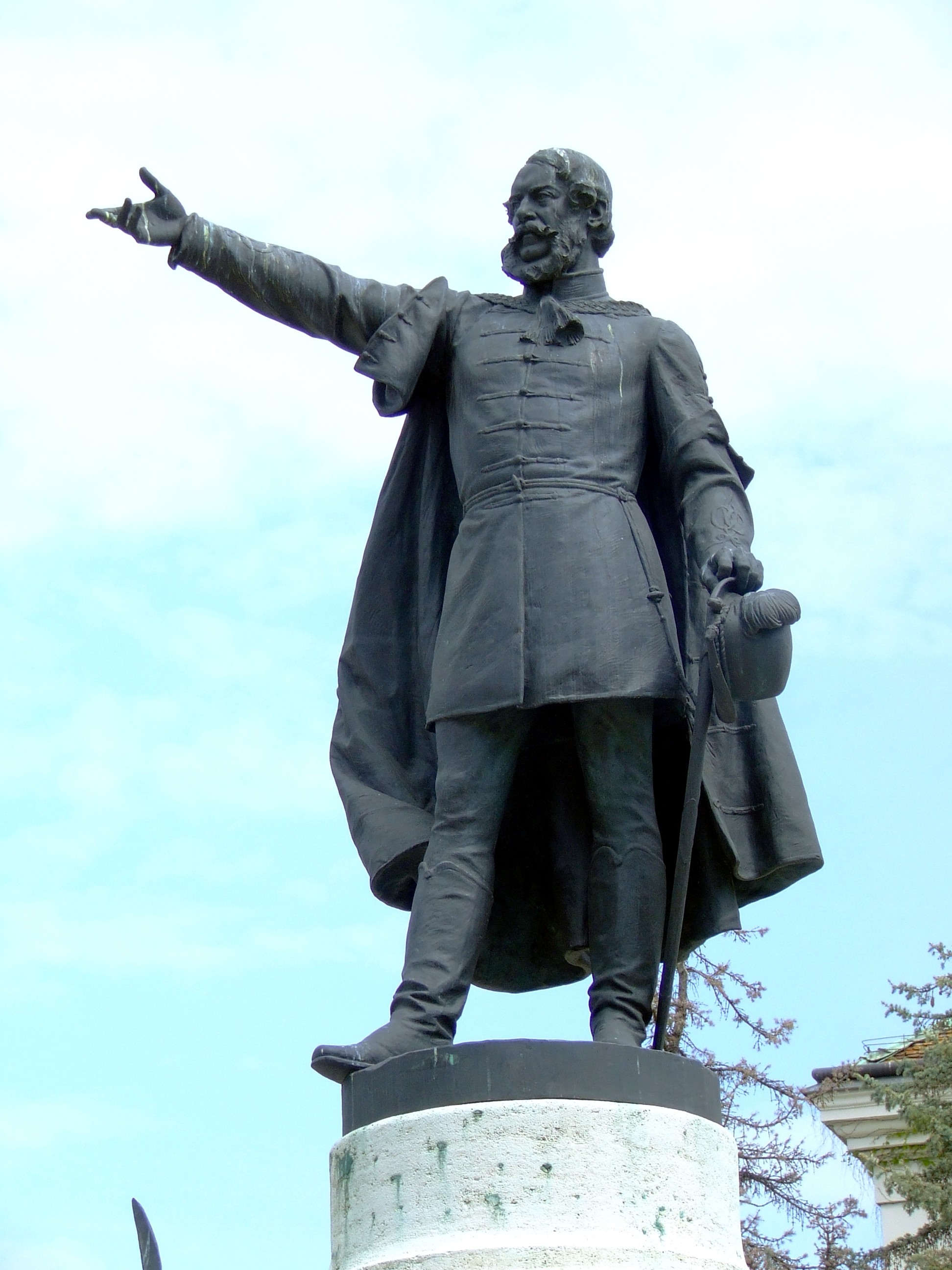
Kossuth Lajos szobra Kecskemét főterén

## Kiállításai, díjai

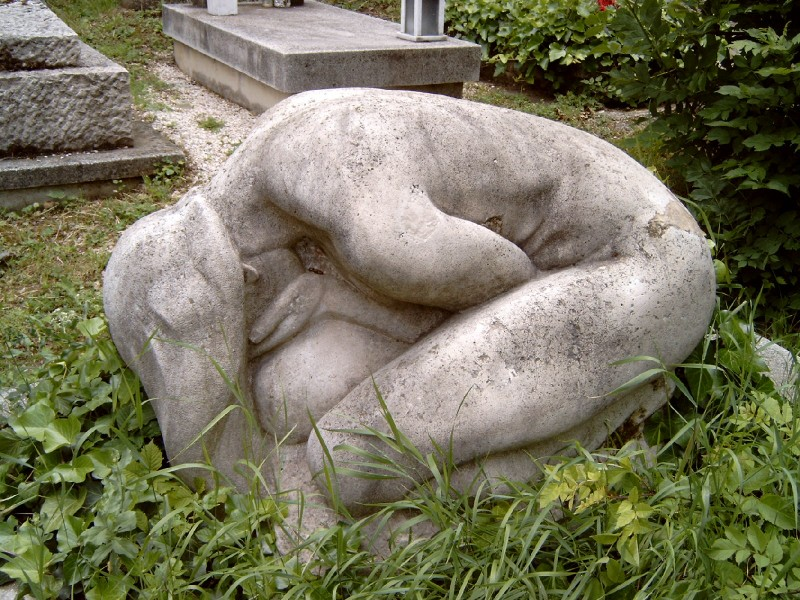
Telcs Ede sírja Budapesten. Farkasréti temető, 19/1-1-234/235

Számtalan hazai, külföldi és nemzetközi kiállításon vett részt.
- Negyedéves korában elnyerte az akadémia Füger-aranyérmét.
- 1899-ben Oroszországban egy osztrák–magyar kiállításon szerepelt.
- Az 1900. évi párizsi világkiállításon kollekcióval vett részt, valamennyi figuráját megvették külföldi múzeumok.
- Az 1901. évi drezdai nemzetközi kiállításon szobrászati kis aranyérmet kapott. (A nagyot Auguste Rodin.)
- A házi szer című terrakottájával az 1901. évi műcsarnoki tárlaton elnyerte a 600 koronás Ráth-díjat.
- Az 1902. évi téli tárlaton Tanulmányfő című alkotásáért a Műcsarnok kétezer koronás Röck István-díját kapta.
- 1901-ben a turini nemzetközi iparművészeti kiállításon ezüstérmet nyert.
- Aranyérmet kapott Kati néni című szobráért a Saint Louisban rendezett világkiállításon.
- Az 1906. évi milánói világkiállításon Beethoven-szobrával aratott sikert.
- Az antwerpeni világkiállításon II. osztályú aranyéremmel jutalmazták.
- Az 1908–1909. évi téli tárlaton a sógornőjéről készített arcmásért az állami nagy aranyérmet, az akkori legnagyobb művészi kitüntetést kapta, majd a Lipótvárosi Kaszinó díját.
- 1928-ban volt gyűjteményes kiállítása a budapesti Ernst Múzeumban.
- 1937-ben a párizsi világkiállításon plakettjével elnyerte a Grand Prix-t.
- A Műcsarnokban 1940-ben – a második magyarországi zsidótörvény után – megrendezték gyűjteményes kiállítását, amelyen több mint 50 szobra és sok plakettje volt látható.

## Emlékezete

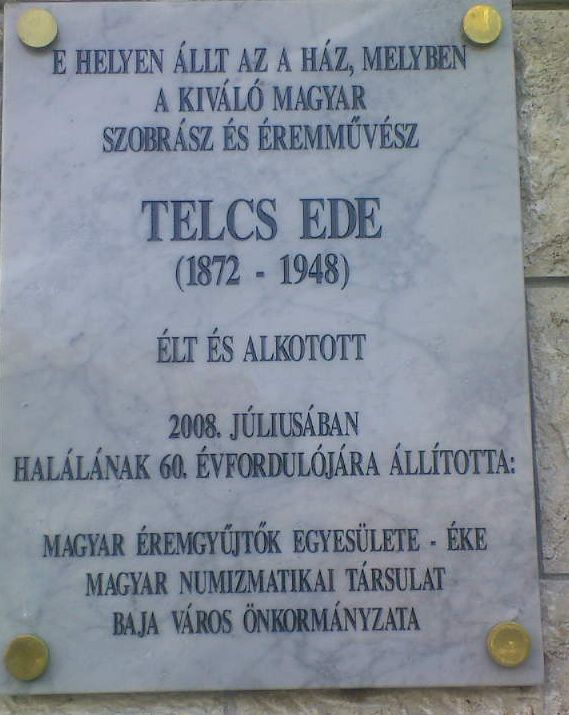
Telcs Ede emléktáblája a Németvölgyben, a XII. kerület, Alkotás utca 41. számú ház falán

- Hagyatékát a Türr István Múzeum őrzi, ebből 1948-ban kiállítást rendeztek. A későbbiekben is többször bemutatta a Türr István Múzeum a folyamatosan gyarapodó Telcs-gyűjteményt. (1974-ben, 1988-ban Baján és Sremska Mitrovicán, 1995-ben a Nagy István Képtárban.)
- Szülőházát Baja városa 1948-ban emléktáblával jelölte meg.
- Azt az utcát, ahol szülőháza van, 1958-ban róla nevezték el.
- Ugyancsak 1958-ban a múzeumban rendezték meg emlékkiállítását Baján,
- 1963-ban Budapesten a Nemzeti Galériában, és Kecskeméten volt emlékkiállítása.
- Hüvelyk Matyit, a mesebeli kislegényt, árvalányhajas kalappal, hétmérföldes csizmában ábrázolta, s e szobrának másolata Baján a Kölcsey utcában áll.

## Értékelése
Telcs Ede Magyarország egyik legkiválóbb szobrászművésze, kiváló szakmai tudású és formaérzékű művész volt. Művészete a kor neves versenytársai fölé emelte. Kár, hogy nem tudott még több, tehetségéhez méltó feladatot megoldani. Élete mérlegéről 1947-ben ezt írta naplójában:
Én egész munkásságomban csak meggyőződésem szavára hallgattam, nem törekedtem váratlan újszerűségekre, ezért – tudom –, hogy munkáimat manapság sokan érdektelennek, problémamentesnek tartják. Mégis remélem, hogy száz év múlva, vagy talán még később, ha a mai idők művészete már áttekinthető képet fog nyújtani, ha a pillanat divatja és sikere feledésbe merül, néhány munkám elnyeri majd megérdemelt helyét a 20. század művészettörténetében, és hírt fog adni a kései utódoknak arról, hogy éltem és művész voltam.